# Corticaria cretica
Corticaria cretica is een keversoort uit de familie schimmelkevers (Latridiidae). De wetenschappelijke naam van de soort werd in 1989 gepubliceerd door Johnson.